# Municipio de Nordanstig
Nordanstig (en sueco: Nordanstigs kommun) es un municipio de la provincia de Gävleborg, Suecia, en la provincia histórica de Hälsingland. Su sede se encuentra en la localidad de Bergsjö. El municipio fue creado en 1974 cuando Bergsjö, Gnarp, Hassela y Harmånger se fusionaron.

## Localidades
Hay ocho áreas urbanas (tätort) en el municipio:
| # | Tätort     | Población |
| - | ---------- | --------- |
| 1 | Bergsjö    | 1290      |
| 2 | Gnarp      | 1182      |
| 3 | Harmånger  | 586       |
| 4 | Ilsbo      | 458       |
| 5 | Strömsbruk | 378       |
| 6 | Stocka     | 352       |
| 7 | Hassela    | 349       |
| 8 | Jättendal  | 252       |

## Demografía

### Desarrollo poblacional
| Gráfica de evolución demográfica de Nordanstig entre 1970 y 2015 |
|                                                                  |
| Fuente: SCB                                                      |

## Ciudades hermanas
Nordanstig esta hermanado o tiene tratado de cooperación con:
- Holeby, Dinamarca